# BAND (應用程式)
BAND是一個由韓國Naver集團開發的社交網絡服務的流動應用程式，支援iOS及Android作業系統。使用者可以按團體建立個別群組，例如朋友、家人、同事、興趣小組及同學等，並於群組內分享不同內容。截至2014年4月，用戶數已超過3,000萬名。

## 外部連結
- 官方網站 : BAND（页面存档备份，存于）